# Falah Waleed
Falah Waleed Juma Alsouri Aljneibi, meglio noto come Falah Waleed (in arabo فلاح وليد‎?; Ouragahio, 13 settembre 1998), è un calciatore emiratino, difensore dell'Al-Ain.

## Carriera

### Club
Cresciuto nel settore giovanile dell'Al-Ain, squadra della sua città natale, Falah Waleed ha fatto il suo esordio da professionista il 1 maggio 2019 subentrando a partita in corso, nel 2-2 contro l'Ittihad Kalba.
Nell'estate 2020 viene girato in prestito biennale al Khor Fakkan, squadra che anch'essa milita nella UAE Arabian Gulf League; terminato il prestito nel 2022 è rientrato all'Al-Ain.

### Nazionale
Falah ha fatto il suo esordio con la Nazionale di calcio degli Emirati Arabi Uniti, il 27 settembre 2022 nell'amichevole persa per 4-0 contro il Venezuela subentrando nel secondo tempo.
Nel 2023 ha fatto parte della nazionale emiratina per la Coppa delle nazioni del Golfo 2023 in Iraq, dove però ha collezionato solo pochi minuti in campo nella partita per 1-0 contro il Kuwait.

## Statistiche

### Presenze e reti nei club
Statistiche aggiornate all' 8 aprile 2024..
| Stagione           | Squadra            | Campionato         | Campionato | Campionato | Coppe nazionali | Coppe nazionali | Coppe nazionali | Coppe continentali | Coppe continentali | Coppe continentali | Altre coppe | Altre coppe | Altre coppe | Totale | Totale | Totale |
| Stagione           | Squadra            | Comp               | Pres       | Reti       | Comp            | Pres            | Reti            | Comp               | Pres               | Reti               | Comp        | Pres        | Reti        | Pres   | Reti   |        |
| ------------------ | ------------------ | ------------------ | ---------- | ---------- | --------------- | --------------- | --------------- | ------------------ | ------------------ | ------------------ | ----------- | ----------- | ----------- | ------ | ------ | ------ |
| 2018-2019          | Al-Ain             | PL                 | 4          | 1          | CPA+AGL         | 0+6             | 0+0             | ACL                | 2                  | 0                  | -           | -           | -           | 12     | 1      |        |
| 2019-2020          | Al-Ain             | PL                 | 8          | 0          | CPA+AGL         | 2+4             | 0+0             | ACL                | 2                  | 0                  | -           | -           | -           | 16     | 0      |        |
| Totale Al Ain      | Totale Al Ain      | Totale Al Ain      | 12         | 1          |                 | 12              | 0               |                    | 4                  | 0                  |             | 0           | 0           | 40     | 2      |        |
| 2020-2021          | Khor Fakkan        | PL                 | 17         | 0          | CPA+AGL         | 1+1             | 0+0             | -                  | -                  | -                  | -           | -           | -           | 19     | 0      |        |
| 2021-2022          | Khor Fakkan        | PL                 | 24         | 1          | CPA+AGL         | 1+5             | 0+1             | -                  | -                  | -                  | -           | -           | -           | 30     | 2      |        |
| Totale Khor Fakkan | Totale Khor Fakkan | Totale Khor Fakkan | 41         | 1          |                 | 8               | 1               |                    | 0                  | 0                  |             | 0           | 0           | 49     | 2      |        |
| 2022-2023          | Al-Ain             | PL                 | 17         | 0          | CPA+AGC         | 2+5             | 1+0             |                    | -                  | -                  | SU          | 1           | 0           | 24     | 1      |        |
| 2023-2024          | Al-Ain             | PL                 | 5          | 0          | CPA+AGC         | 0+3             | 0+0             | ACL                | 6                  | 0                  | -           | -           | -           | 14     | 0      |        |
| Totale carriera    | Totale carriera    | Totale carriera    | 75         | 2          |                 | 30              | 2               |                    | 10                 | 0                  |             | 1           | 0           | 116    | 4      |        |

### Cronologia presenze e reti in Nazionale
| Cronologia completa delle presenze e delle reti in nazionale ― Emirati Arabi Uniti | Cronologia completa delle presenze e delle reti in nazionale ― Emirati Arabi Uniti | Cronologia completa delle presenze e delle reti in nazionale ― Emirati Arabi Uniti | Cronologia completa delle presenze e delle reti in nazionale ― Emirati Arabi Uniti | Cronologia completa delle presenze e delle reti in nazionale ― Emirati Arabi Uniti | Cronologia completa delle presenze e delle reti in nazionale ― Emirati Arabi Uniti | Cronologia completa delle presenze e delle reti in nazionale ― Emirati Arabi Uniti | Cronologia completa delle presenze e delle reti in nazionale ― Emirati Arabi Uniti |
| Data                                                                               | Città                                                                              | In casa                                                                            | Risultato                                                                          | Ospiti                                                                             | Competizione                                                                       | Reti                                                                               | Note                                                                               |
| ---------------------------------------------------------------------------------- | ---------------------------------------------------------------------------------- | ---------------------------------------------------------------------------------- | ---------------------------------------------------------------------------------- | ---------------------------------------------------------------------------------- | ---------------------------------------------------------------------------------- | ---------------------------------------------------------------------------------- | ---------------------------------------------------------------------------------- |
| 27-9-2022                                                                          | Wiener Neustadt                                                                    | Emirati Arabi Uniti                                                                | 0 – 4                                                                              | Venezuela                                                                          | Amichevole                                                                         | -                                                                                  | 73’                                                                                |
| 10-1-2023                                                                          | Basra                                                                              | Emirati Arabi Uniti                                                                | 0 – 1                                                                              | Kuwait                                                                             | Coppa del Golfo 2023 - 1º turno                                                    | -                                                                                  | 78’                                                                                |
| Totale                                                                             |                                                                                    | Presenze                                                                           | 2                                                                                  |                                                                                    | Reti                                                                               | 0                                                                                  |                                                                                    |

## Palmarès

### Club

#### Competizioni nazionali
- UAE Arabian Gulf League: 1

Al-Ain: 2017-18
- UAE President's Cup: 1

Al-Ain: 2017-18

#### Competizioni internazionali
- AFC Champions League: 1

Al-Ain: 2023-2024